# Патвинсуо (национальный парк)
Национальный парк Патвинсуо (фин. Patvinsuon kansallispuisto) расположен в коммунах (муниципалитетах) Лиекса и Иломантси, провинция Северная Карелия. Основан в 1982 г. и занимает площадь 105 кв. км.

## Растительность и животный мир
Основные ландшафты - лесные и болотные. Преобладающие леса - сосновые. Животные: млекопитающие - медведи, бобры, птицы -лебедь–кликун, журавль, глухарь, шотландская куропатка, сокол и редко встречающаяся синехвостка.

## Туристские маршруты и возможности для осмотра
Смотровая башня Теретинниеми, площадки для наблюдения за птицами. Три туристских тропы общей протяжённостью более 80 км. Возможно посещение на лодке или байдарке, перемещаясь по озеру Суомунярви (Suomunjärvi), на берегах которого есть места для установки палаток, или по реке Суомунйоки (Suomunjoki). Река перегорожена упавшими в воду деревьями и бобровыми плотинами. Национальный парк Патвинсуо и соседний национальный парк Петкельярви (Petkeljärvi) относятся к биосферному заповеднику Северной Карелии .

## Внешние ссылки
- На Викискладе есть медиафайлы по теме Патвинсуо (национальный парк)
- Outdoors.fi – Patvinsuo National Park